# Biesdorfer Kreuz
Das Biesdorfer Kreuz ist eine niveaufreie Eisenbahnkreuzung im Osten Berlins. Es kreuzt die west-östliche Fernbahnstrecke Berlin – Küstrin-Kietz Grenze (Ostbahn) den in diesem Bereich nord-südlich verlaufenden Berliner Außenring (Teilstrecke zwischen Grünauer Kreuz und dem Karower Kreuz). Diese Hauptbahnen besitzen im Biesdorfer Kreuz Verbindungskurven, durch die Züge von jeder Richtung in jede Richtung fahren können. Neben dem Fernbahnkreuz gibt es eine Verzweigung der S-Bahn-Strecken von Berlin-Friedrichsfelde Ost nach Springpfuhl und nach Biesdorf.
Biesdorfer Kreuz ist auch die Bezeichnung der Betriebsstelle mit dem gleichnamigen Zentralstellwerk, von dem aus nicht nur die Strecken des unmittelbaren Kreuzes und seiner Verbindungskurven, sondern zusätzlich noch die angrenzenden Bahnhöfe beziehungsweise Abzweigstellen Berlin-Hohenschönhausen, Berlin-Marzahn und Biesdorfer Kreuz Nord der Fernbahn sowie Biesdorfer Kreuz S-Bahn, Springpfuhl und Berlin-Marzahn der S-Bahn ferngestellt werden.
Das Biesdorfer Kreuz liegt westlich des Ortsteils Biesdorf, nach dem es benannt ist.

## Geschichte

### Vorgeschichte
Die erste Bahnstrecke im Bereich des heutigen Biesdorfer Kreuzes war die am 1. Oktober 1867 eröffnete Preußische Ostbahn. Sie führte vom alten Berliner Ostbahnhof über Strausberg nach Cüstrin (Küstrin, heute Kostrzyn nad Odrą) und hat dort Anschluss an die schon bestehende Ostbahnstrecke aus Frankfurt (Oder) nach Landsberg an der Warthe (heute Gorzów Wielkopolski) und weiter bis Königsberg (heute Kaliningrad).
1898 wurde die Nebenbahn von Berlin nach Wriezen eröffnet. Sie zweigte damals bereits im Bereich des heutigen S-Bahnhofs Friedrichsfelde Ost ab und führte von dort direkt über Marzahn nach Ahrensfelde.
Mit dem wachsenden Fernverkehr auf der Ostbahn wurde eine direkte Verbindung zur Berliner Stadtbahn möglich. Hierzu entstand mit der VnK-Strecke eine Neubaustrecke, die südlich des heutigen Biesdorfer Kreuzes den Bahnhof Kaulsdorf über Rummelsburg mit der Stadtbahn verband.
Am 6. November 1928 wurden der elektrische Betrieb auf den Vorortgleisen der Ostbahn zwischen dem Schlesischen Bahnhof (heute Ostbahnhof) und Kaulsdorf aufgenommen. Seit 15. Dezember 1930 fahren die Gleichstromzüge der S-Bahn weiter bis Mahlsdorf.
Bereits vor dem Ersten Weltkrieg gab es Projekte für eine Umgehungsbahn um Berlin vor allem für den Güter- und Militärverkehr. Diese Bahn wurde auf mehreren Abschnitten im Westen von Berlin verwirklicht, zu einem Weiterbau im Osten der Stadt kam es jedoch zunächst nicht. Erst im „Dritten Reich“ wurde dieses Projekt wieder aufgenommen; teils wegen der Erfordernisse des Güterverkehrs, teils wegen der Pläne von Hitler und seinem Projektant Speer, in Berlin die Welthauptstadt Germania zu errichten. Im Süden und Osten von Berlin entstanden Teile des Güteraußenrings (GAR), der nur eingleisig und provisorisch erst nach Beginn des Zweiten Weltkriegs in Betrieb ging. Am 1. Januar 1941 wurde er zwischen Teltow und Biesenhorst (an der Verbindung zur VnK-Strecke) eröffnet, am 6. Oktober 1941 wurde der Betrieb zwischen Biesenhorst und Berlin-Karow aufgenommen. 1944/45 wurde der GAR auf einigen Abschnitten zweigleisig ausgebaut. Westlich von Biesdorf kreuzte der GAR die Ostbahn. Die damaligen Planungen sahen bereits den Bau eines Rangierbahnhofes Wuhlheide südlich des Biesdorfer Kreuzes und eine Aufgabe der direkten Trasse der Wriezener Bahn zwischen Lichtenberg und Springpfuhl und Führung der Strecke über den Güteraußenring vor. Diese wurden jedoch im Krieg nicht mehr verwirklicht.

### Nach dem Zweiten Weltkrieg
Mit dem Ende der NS-Diktatur hatte Deutschland und damit auch die spätere DDR umfangreiche Reparationsleistungen an die Siegermächte zu erbringen. Unter anderem wurde ein Gleis der zweigleisigen Ostbahn zurückgebaut und wie viele Schienen in die Sowjetunion überführt. Der Güteraußenring zwischen Biesenhorst und Karow wurde ebenfalls abgebaut.
Der elektrische S-Bahn-Betrieb auf der Ostbahn wurde 1948 von Mahlsdorf bis Strausberg verlängert.
Mit der deutschen und der Berliner Teilung und der Forcierung des Kalten Krieges wuchs das Bedürfnis an leistungsfähigen Bahnstrecken, die das Gebiet von West-Berlin nicht mehr tangierten. Der Güteraußenring zwischen Biesenhorst und Karow wurde zum 1. April 1950 wieder aufgebaut. Bei Biesdorf kreuzte die eingleisige Ostbahn wieder den noch immer eingleisigen Güteraußenring. In den Folgejahren entstand um Berlin der zweigleisige Berliner Außenring, der auf einigen Abschnitten im Osten der Stadt die Trasse des GAR nutzte. Er ermöglichte der Deutschen Reichsbahn die vollständige Umfahrung West-Berlins. Am 7. Oktober 1956 war der Ring fertiggestellt, bis 1961 wurden die eingleisigen Abschnitte nördlich und westlich Berlins zweigleisig ausgebaut. Am 1. Oktober 1953 war zwischen der Ostbahn und der Frankfurter Bahn der Rangierbahnhof Wuhlheide eröffnet worden. Außerdem ermöglichte eine neue Verbindungskurve Fahrten von der VnK-Strecke zum Ring in Richtung Norden, die von Zügen vom Ostbahnhof in Richtung Ostsee genutzt wurde. Dennoch blieb im Bereich des Biesdorfer Kreuzes als einzigem Abschnitt der Außenrings die Infrastruktur bis in die zweite Hälfte der 1960er Jahre im Wesentlichen unverändert. Die Strecke verlief hier weiterhin auf der Trasse des GAR und war eingleisig geblieben.

### Das Biesdorfer Kreuz
Das Biesdorfer Kreuz ist im Wesentlichen in den 1970er Jahren entstanden.
Von Dezember 1965 bis September 1967 liefen bei der Deutschen Reichsbahn die Planungen für das Vorhaben Springpfuhl-Wuhlheide-Eichgestell. Der Ring sollte hier ausgebaut, beschleunigt und begradigt werden. Die Pläne sahen für den Bereich des Biesdorfer Kreuzes ebenso wie für Wuhlheide umfangreiche Kreuzungsanlagen nach dem Vorbild des Grünauer Kreuzes vor. Des Weiteren gehörten auch der Neubau der Spreebrücke südlich von Wuhlheide und eine Neutrassierung und Begradigung der Strecke in diesem Bereich zum Projekt.
Die erste Ausbaustufe ging am 26. September 1971 in Betrieb. Weitere Ausbaustufen folgten im Januar 1975 und im März 1980.
Im Bereich des Biesdorfer Kreuzes wurde die S-Bahn von der Nord- auf die Südseite der Fernbahngleise der Ostbahn verlegt. Der Bahnhof Friedrichsfelde Ost wurde 500 Meter westlich seiner ursprünglichen Anlage an der Kreuzung mit der Rhinstraße neugebaut. 1976 ging am Biesdorfer Kreuz eine S-Bahn-Abzweigung für die Strecke nach Marzahn in Betrieb, die in den folgenden Jahren bis Ahrensfelde verlängert wurde und später kurz hinter Springpfuhl einen Abzweig nach Wartenberg bekam.
Die bisherige direkte Trasse der Wriezener Bahn zwischen Lichtenberg und Springpfuhl wurde 1971 aufgegeben und die Züge übers Biesdorfer Kreuz geführt. Nach dem Ausbau des Biesdorfer Kreuzes waren dort Fahrtmöglichkeiten vom südlichen Berliner Außenring zur Ostbahn entstanden. Damit war der östliche Teil der VnK-Strecke zwischen dem Außenring und Kaulsdorf entbehrlich geworden. Der letzte Zug fuhr dort 1978, die Trasse wurde für den Bau der U-Bahn nach Hönow genutzt. Eine direkte Verbindung von der VnK-Strecke und damit von der Stadtbahn aus Richtung Innenstadt zur Ostbahn wurde aus damaliger Sicht für verzichtbar gehalten, eine solche Verbindung gibt es am Biesdorfer Kreuz nicht.
1976 bzw. 1978 wurden S- bzw. Fernbahn auf das Zentralstellwerk Bik aufgeschaltet. Ursprünglich wurden die Weichen, Signale und Schranken an den Strecken von örtlichen Stellwerken mechanisch bedient. Alle diese Befehls- sowie Weichen und Schrankenwärterstellwerke mit Ausnahme des Stellwerkes Biesdorf wurden durch das Zentralstellwerk Bik ersetzt.
Nördlich des Biesdorfer Kreuzes entstand am Außenring für den Güterverkehr der Bahnhof Berlin Nordost. Er ging zunächst provisorisch am 4. Juli 1977 in Betrieb, 1984 wurde die Anlage erweitert. Bis 1984 wurde der Außenring in diesem Bereich komplett zweigleisig ausgebaut. 1984 wurde der elektrische Betrieb auf dem östlichen Berliner Außenring und auf der Verbindung zum Bahnhof Berlin-Lichtenberg aufgenommen.
Der Bau des Kreuzes Wuhlheide wurde bis zum Ende der DDR immer wieder aufgeschoben, denn damit waren als korrespondierende Projekte eine Erweiterung des Bahnhofs Berlin-Karlshorst sowie eine Modernisierung des Rangierbahnhof Berlin Wuhlheide verbunden. Gründe für diesen Aufschub waren der Mangel an Material und Baukapazitäten sowie die während der Umbauzeit zu erwartenden betrieblichen Behinderungen, die sich auf große Teile des Netzes der Deutschen Reichsbahn ausgewirkt hätten. Der Verkehrsrückgang und die Verschiebung der Verkehrsströme nach der Wende haben dieses Projekt aber grundsätzlich entbehrlich gemacht.

### Nach der Wende 1989
Mit Zusammenbruch der DDR und des sozialistischen Wirtschaftssystems entfiel ein Großteil der wirtschaftlichen Warenströme innerhalb Ostdeutschlands und von und nach den ehemaligen RGW-Staaten. Einher ging ein Rückgang der industriellen und landwirtschaftlichen Produktion. Im Ergebnis dessen brach der Schienenverkehr signifikant ein, Bahnanlagen wurden zurückgebaut. Der Rangierbahnhof Berlin Wuhlheide wurde zum 10. Januar 1994 geschlossen und in der Folgezeit bis auf die durchgehenden Hauptgleise zurückgebaut.
Die betrieblichen Bezeichnungen der ehemaligen Stellwerksbezirke gingen ab 1992 in die Bezeichnung der ferngestellten Betriebsstellen über. Aus dem ehemaligen Biko (Biesdorfer Kreuz Ost) wurde BBIKO, analog die anderen Stellwerksbezirke.
Im November 2019 wurden die im Biesdorfer Kreuz verknüpften S-Bahn-Strecken auf ESTW-Technik um- und mit ZBS ausgerüstet. Der Bedienplatz des ESTW S7 Ost befindet sich in der Betriebszentrale der S-Bahn Berlin im ehemaligen Schalt- und Gleichrichterwerk Halensee. Diese Streckenausrüstung reicht von Lichtenberg bis Wartenberg bzw. Ahrensfelde. Anfang 2021 folgte ein weiteres elektronisches Stellwerk für die Fernbahn.

## Infrastruktur
Die Infrastruktur der Fernbahnen wird von der DB Netz AG, DB Station&Service AG und der DB Energie GmbH betrieben. Die Infrastruktur für die S-Bahn wird von der DB Netz AG, der S-Bahn Berlin GmbH und der DB Energie GmbH betrieben.

### Lage im Netz

Schema des Berliner Außenrings, das Biesdorfer Kreuz im Schnittpunkt zu den Strecken Richtung Küstrin-Kietz/Grenze und Wriezen

Das Biesdorfer Kreuz liegt am Streckenkilometer 32,1 des östlichen Berliner Außenrings zwischen den Abzweigstellen Eichgestell Nord und Karow Ost sowie am Kilometer 7,5 der Ostbahn zwischen den Bahnhöfen Berlin-Lichtenberg und Mahlsdorf.  Neben den Verbindungskurven dieser beiden Hauptstrecken, die die Fahrt von jeder Richtung in jede Richtung ermöglichen, besteht eine zusätzliche Verbindungsstrecke über Berlin-Rummelsburg in Richtung Berlin Ostbahnhof.
Der Berliner Außenring ermöglicht die komplette Umfahrung Berlins. Die Stichstrecken nach Lichtenberg und Rummelsburg ermöglichen die weitere Durchfahrt Berlins in Richtung Berlin Ostkreuz und Ostbahnhof sowie auf den Berliner Innenring.
Auf der Grafik liegt das Biesdorfer Kreuz am Schnittpunkt des östlichen Berliner Außenrings mit den Strecken in Richtung Wriezen und Küstrin-Kietz.

### Netzinfrastruktur

#### Betriebsstellen, Strecken und Gleise (Fahrbahn)

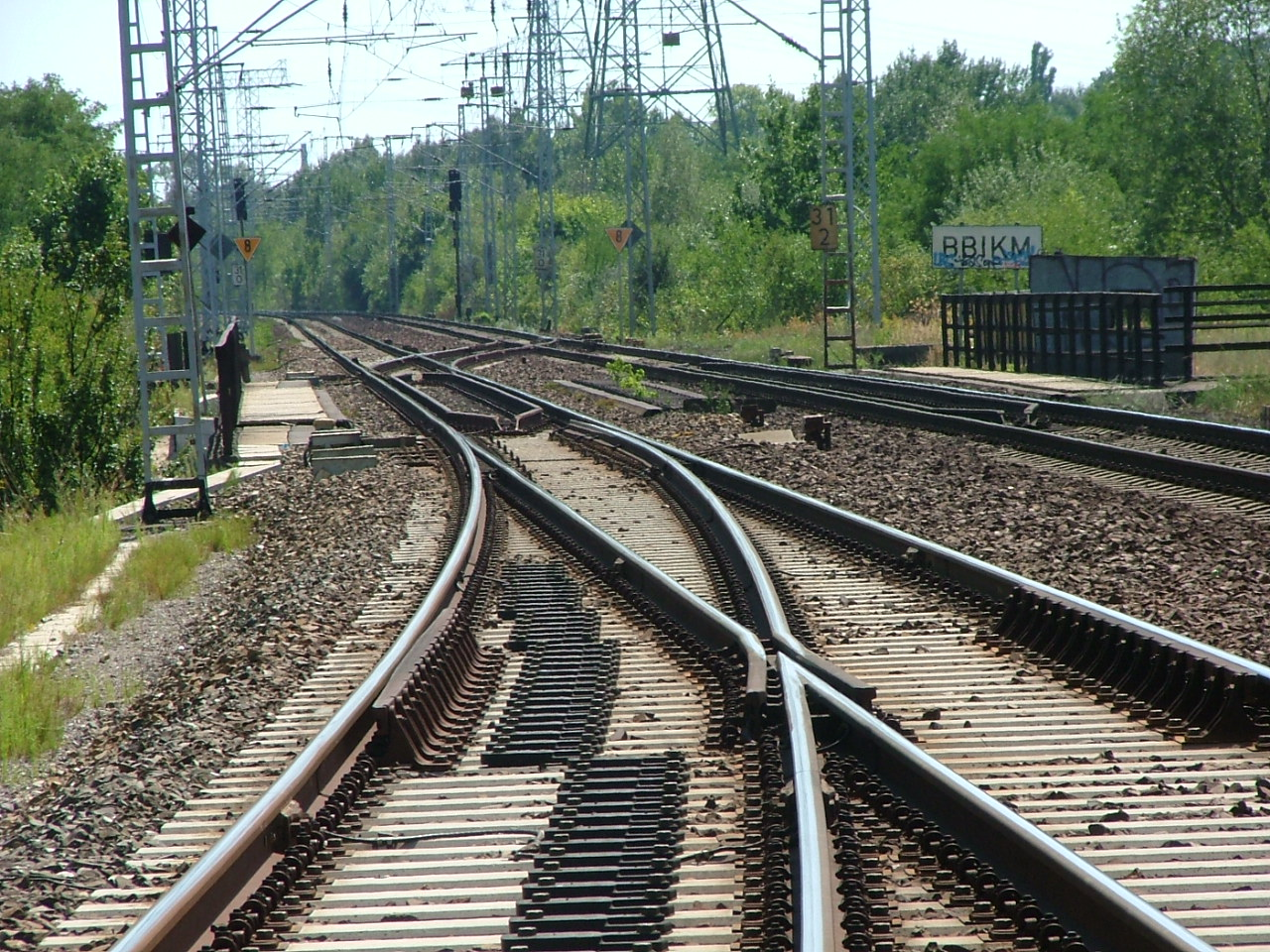
Blick auf den Abzweig Biesdorfer Kreuz Mitte (2008): 2-gleisiger Berliner Außenring in Richtung Süden (Strecke 6080), von links die Verbindungskurve von Ost Richtung Süd (Strecke 6075)

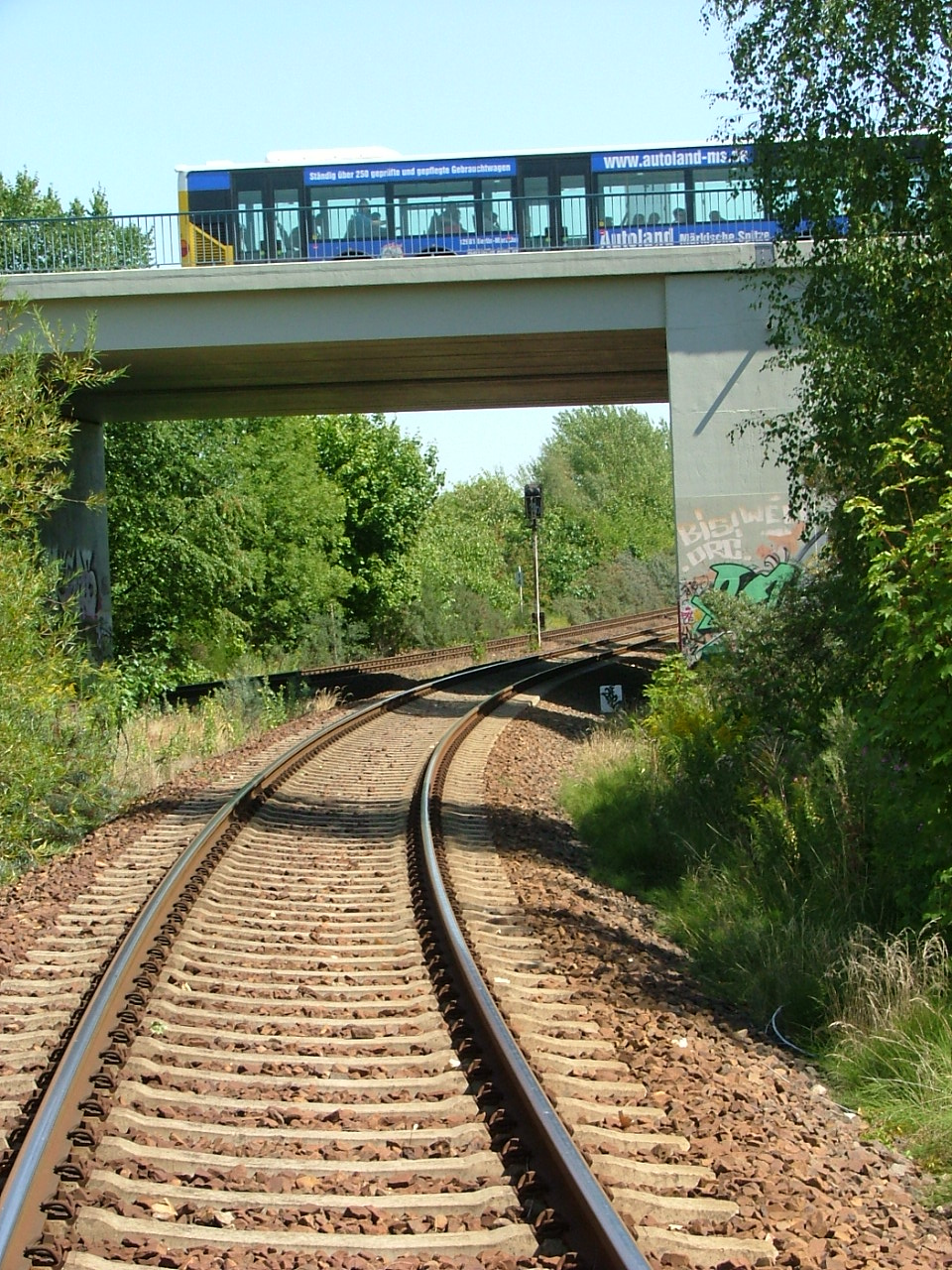
Blick auf die Verbindungskurve Strecke 6075 von Süd Richtung Ost (2008), im Hintergrund Verbindungskurve von Nord nach Ost (Strecke 6074), darüber die Straßenbrücke für die B 158 „Märkische Allee“

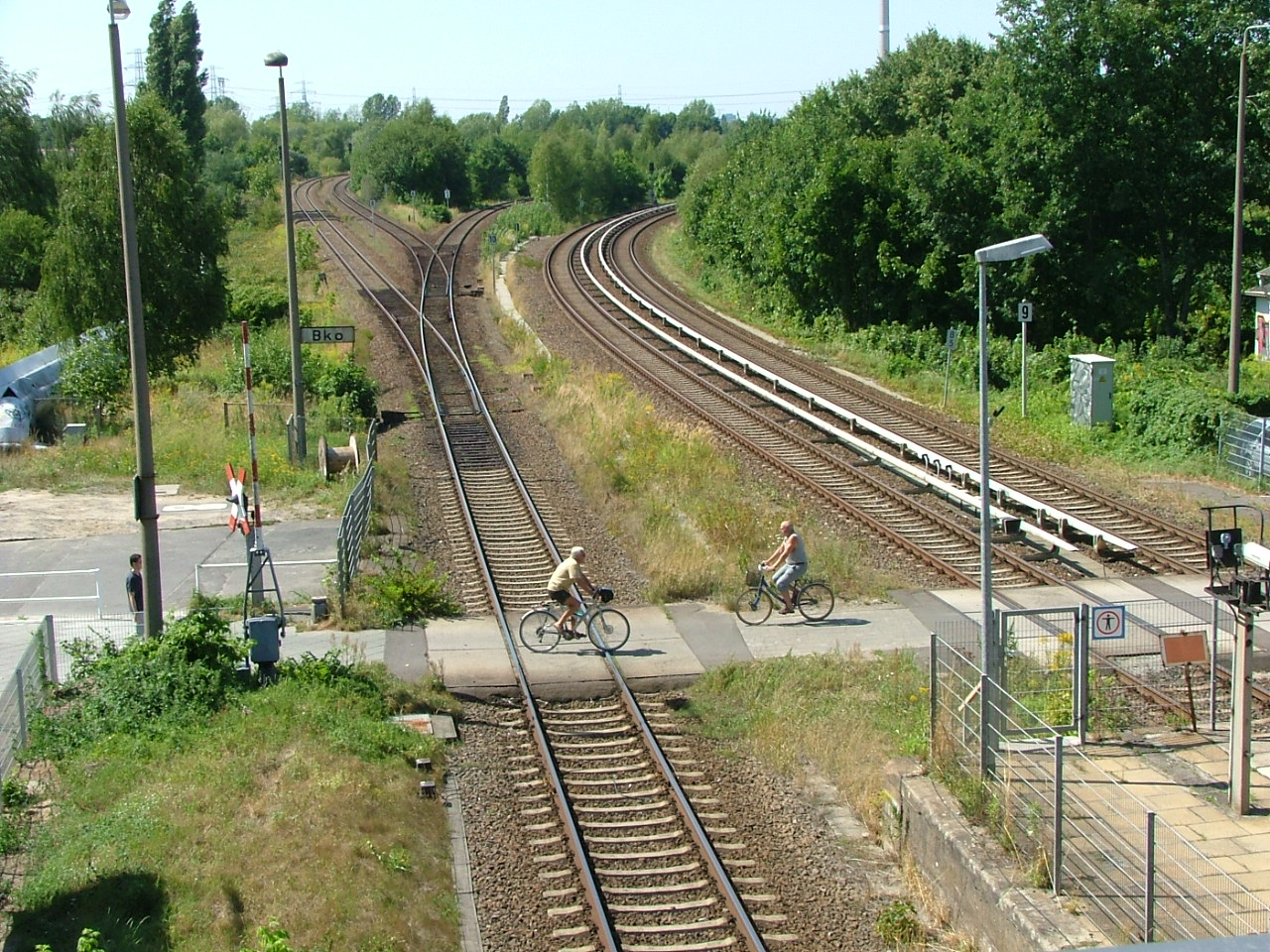
Blick vom S-Bahnhof Biesdorf Richtung Westen (2008): von links: Strecken 6075 (Verbindung von Ost nach Süd), 6074 (Verbindung von Ost nach Nord), 6078 (Ostbahn nach Lichtenberg), 6006 (zweigleisige S-Bahn-Strecke Richtung Friedrichsfelde Ost und Lichtenberg), im Vordergrund der gemeinsame Bahnübergang Oberfeldstraße (Geh- und Radweg) über die Fern- und S-Bahn

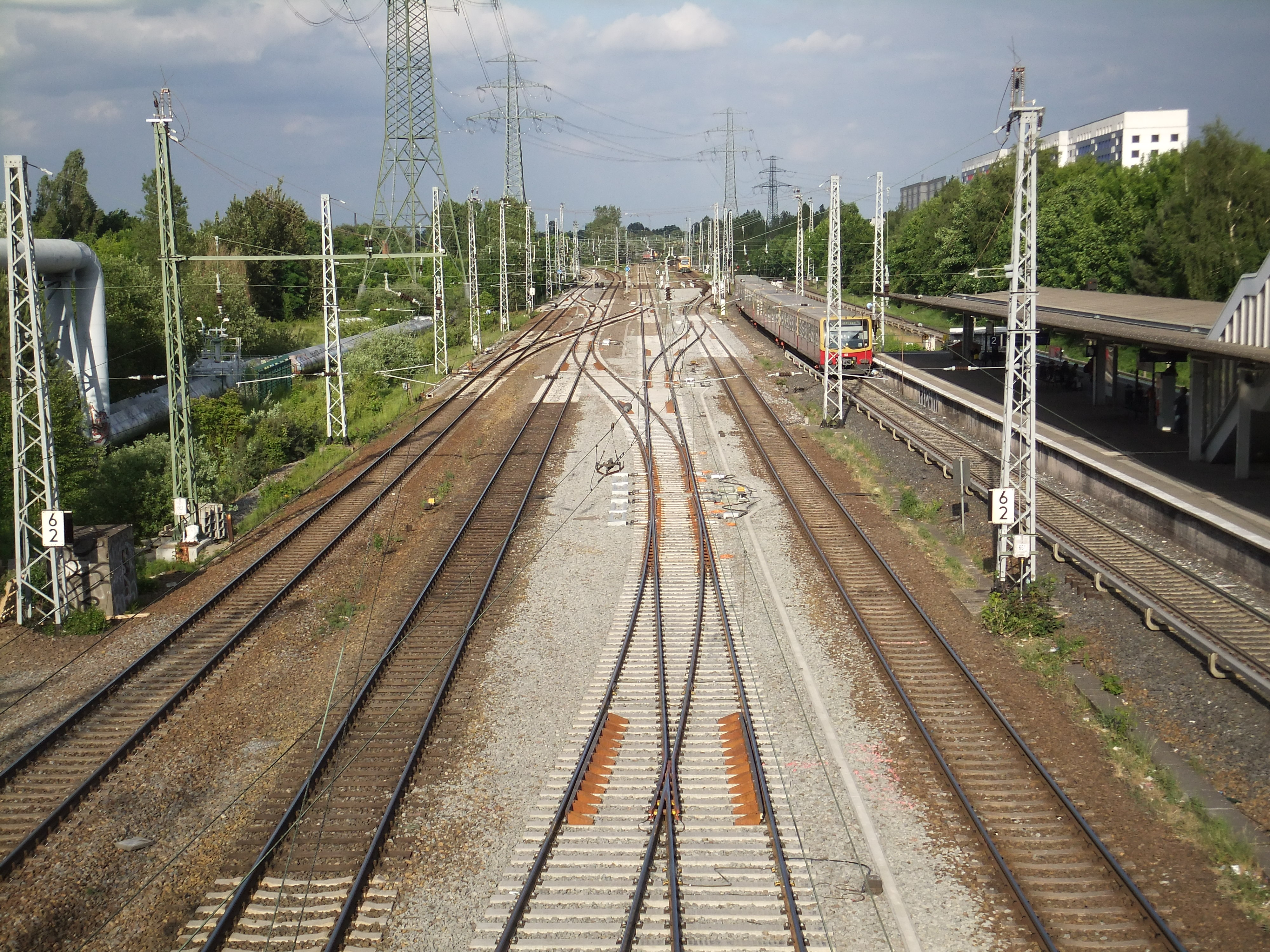
Abzweig Biesdorfer Kreuz West in Blickrichtung Osten (2012): links die Strecke 6072 von West nach Nord, mittig die Strecken 6078 (Ostbahn von/nach Kaulsdorf sowie Verbindung von Süd nach West – die Verzweigung ist Außerhalb des Bildes) und 6071 (Verbindung von West nach Süd) und rechts am Bildrand die Strecke 6006 der S-Bahn

Zum Biesdorfer Kreuz gehören folgende ferngestellte Betriebsstellen (Auflistung mit ihren DB-Netz-internen Abkürzungen) und folgende Strecken:
| Strecke | von – bis                           | Gleise | elektrifiziert | Vmax in km/h |
| ------- | ----------------------------------- | ------ | -------------- | ------------ |
| 6067    | Biesdf Kr Nord – Bln-Karow West     | 2      | ja             | 120          |
| 6069    | Biesdf Kr Süd – Biesdf Kr SW        | 1      | ja             | 80           |
| 6070    | Bln-Rummelsburg Biesdf Kr Nord      | 1      | ja             | 100          |
| 6071    | Biesdf Kr West – Biesdf Kr SW       | 1      | ja             | 60           |
| 6072    | Bln-Lichtenberg – Ahrensfelde       | 2      | ja             | 100          |
| 6074    | Bisedf Kr Nord – Biesdf Kr Ost      | 1      | nein           | 60           |
| 6075    | Biesdf Kr Mitte – Biesdf Kr Ost     | 1      | nein           | 80           |
| 6076    | Biesdf Kr Süd – Biesdf Kr SO        | 1      | ja             | 100          |
| 6078    | Bln Wriezener Bf – Küstrin-Kietz Gr | 1      | ja bis BBIKL   | 60/100       |
| 6080    | Eichgestell – Biesdf Kr Nord        | 2      | ja             | 80/120       |
| 6160    | Biesdf Kr Nord – Bln-Hohenschhsn    | 1      | ja             | 100          |

| Strecke | von – bis                          | Gleise |
| ------- | ---------------------------------- | ------ |
| 6006    | Bln Ostbf S-B – Strausberg S-B     | 2      |
| 6011    | Biesdf Kr S-Bahn – Ahrensfelde S-B | 2      |
| 6012    | Springpfuhl – Wartenberg           | 2      |

In der ursprünglichen Planung waren auch zwei letzten Endes nicht gebaute Strecken enthalten: Die Verbindungskurve Biesdorfer Kreuz Südost – Biesdorfer Kreuz Südwest (Bkso–Bksw, VzG 6077) hätte Fahrten von der Ostbahn in die Einfahrgruppe des Rangierbahnhofs Wuhlheide ermöglicht. Als Bauvorleistung wurden das Planum der Strecke und zwei Kreuzungsbauwerke vorbereitet. Zwischen Biesdorfer Kreuz West und Biesdorfer Kreuz Mitte  war ein zusätzliches Gleis eingeplant (VzG 6073). Dieses hätte eine zweite kurze Verbindungskurve zwischen Lichtenberg und dem südlichen Außenring geliefert. Für diese Verbindungskurve wurden als Bauvorleistung am Abzweig Biesdorfer Kreuz Mitte die Widerlager und später bei der Elektrifizierung die Quertragwerke entsprechend vorbereitet.

#### Sicherungstechnik
Das Stellwerk Bik ist ein Gleisbildstellwerk der Bauform GS II Sp 64b vom Werk für Signal- und Sicherungstechnik Berlin mit getrennten Bedienungs- und Meldeeinrichtungen (Stelltisch und Meldetafel). Es hat zwei Fahrdienstleiterbezirke, den Fdl Fernbahn und den Fdl S-Bahn. Beide Fdl sind durchgehend besetzt und nehmen in der Regel nach der Hälfte jeder Schicht einen Tätigkeitswechsel vor.
Alle Fernbahnstrecken sind mit Streckenblockeinrichtungen ausgerüstet. Für einzelne Fahrstraßen ist Selbststellbetrieb vorhanden.
Für die S-Bahn-Strecken ist seit 2017 das ESTW S7 Ost der Betriebszentrale S-Bahn zuständig. Der Stellbereich umfasst die Streckenabschnitte von Lichtenberg bis Biesdorf, Ahrensfelde beziehungsweise Wartenberg. Die Strecken sind mit dem Zugbeeinflussungssystem S-Bahn Berlin ausgerüstet.

#### Höhengleiche Bahnübergänge
Fernbahn:  Rummelsburg-BBKN, Interessenschranke der Firma Vattenfall mit gesonderter Bedienungsanleitung
S-Bahn:  BBKS-Kaulsdorf, Posten 5 Biesdorf Brebacher Weg, signalabhängige elektrische Vollschranke
Fern- und S-Bahn:  BBKS-Kaulsdorf, Posten 3 Biesdorf Oberfeldstraße, signalabhängige elektrische Vollschranke (s. Abb.)

#### Brücken
Mit Ausnahme von drei Straßen kreuzen sich alle Bahnstrecken und Straßen im Biesdorfer Kreuz niveaufrei. Dabei handelt es sich um Eisenbahnüber- und -unterführungen. Eine grobe Übersicht enthält die Abbildung Streckenkreuzungsplan.

#### Traktion
Die elektrifizierten Fernbahngleise sind mit Oberleitung überspannt (Wechselspannung: 15 Kilovolt, 16,7 Hertz). Die Strecken 6074 (Gleis 13) und 6075 (Gleis 11) und die Ostbahn ab BBIKL sind ohne Oberleitung. Die zuständige Zentralschaltstelle ist die Schaltwarte Berlin. Eine Ortssteuereinrichtung ist nicht vorhanden.
Die S-Bahngleise besitzen eine Stromschiene mit Gleichspannung von 750 Volt.

#### Weitere Anlagen
- Telekommunikationslanlagen (Streckenfernsprecher, Zug-, Rangier- und Instandhaltungsfunk, GSM-R-Anlagen)
- Einbruchsmeldeanlagen
- Notstromaggregate
- Weichenheizungen, gespeist aus dem öffentlichen 50-Hz-Netz und dem 16,7-Hz-Oberleitungsnetz
- Heißläufer- und Festbremsortungsanlage

### Verkehrsanlagen
Im Stellbereich des Biesdorfer Kreuzes liegen die folgenden Zugangsstellen und Bahnsteige:
- Der Fernbahnhaltepunkt Berlin-Hohenschönhausen mit zwei Außenbahnsteigen. Betreiber ist die DB Station&Service AG.
- Die S-Bahnhöfe Friedrichsfelde Ost, Poelchaustraße, Springpfuhl und Berlin-Marzahn mit je einem Mittelbahnsteig. Betreiber ist die S-Bahn Berlin GmbH.

Auf diesen Verkehrsstellen bestehen u. a. Telekommunikationslanlagen (Lautsprecher, Fahrtrichtungsanzeiger, Notrufsäulen), Aufzüge und Treppen, Bahnsteigüberdachungen, Fußgängerbrücken und -tunnel.

## Verkehrliche Bedeutung

### Verkehrsaufkommen (Stand Fahrplan 2017)

#### Fernbahn

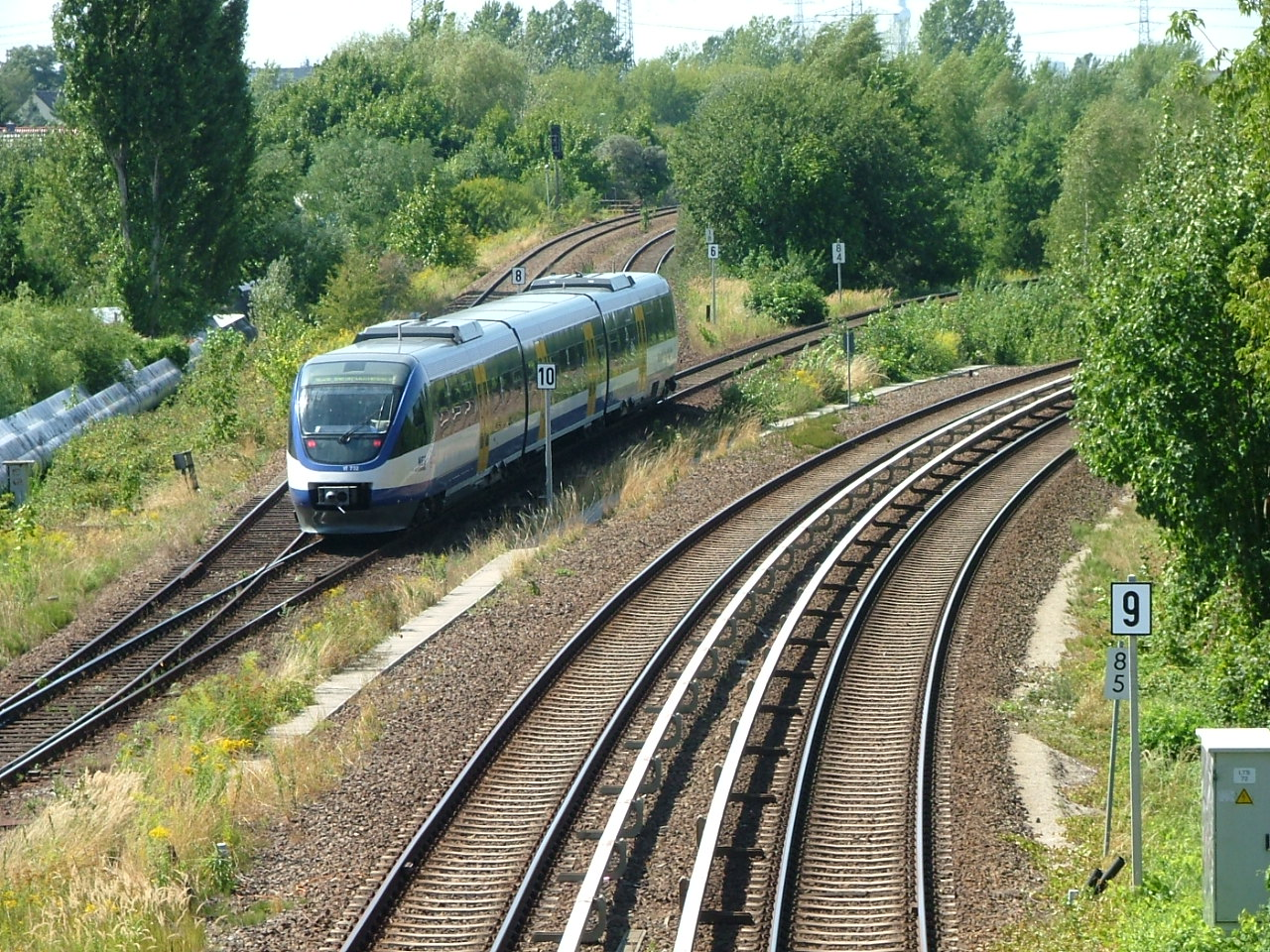
Regionalbahn NE 26 von Biesdorfer Kreuz Ost in Richtung Lichtenberg, 2008

Das Biesdorfer Kreuz wird befahren von DB Regio mit der Linie RB 24 von Senftenberg nach Eberswalde, seit der Neuvergabe 2015 die Niederbarnimer Eisenbahn mit den Linien RB 12 nach Templin Stadt über die Berliner Nordbahn, der RB 25 nach Werneuchen, und die RB 26 nach Kostrzyn (Polen) über die Ostbahn. Die Regionalbahnen fahren im Stundentakt. Des Weiteren verkehren Sonder-, Entlastungs- oder Umleiterzüge. Weiterhin verkehren regelmäßige und Bedarfsgüterzüge über den Außenring und die Ostbahn.

#### S-Bahn
Über das Biesdorfer Kreuz führen die S-Bahnlinien S 5 zwischen Westkreuz und Strausberg Nord, die S 7 zwischen Potsdam Hauptbahnhof und Ahrensfelde sowie die S 75 zwischen Warschauer Straße und Wartenberg. Die S-Bahnen durchfahren das Biesdorfer Kreuz in Hauptverkehrszeiten alle fünf oder zehn Minuten und in verkehrsschwächeren Zeiten teilweise im 20-Minuten-Takt.

## Ausblick
Perspektivisch ist der Ersatz der bisherigen Leit- und Sicherungstechnik durch ein zentrales elektronisches Stellwerk (ESTW) zu erwarten. Dieses ersetzt nicht nur die alte und zunehmend aufwendiger instand zu haltende Gleisbildtechnik, sondern es soll auch die Zugleitung beschleunigen und den Zugverlauf mit der Reisendenkommunikation auf den Bahnsteigen und im Internet verbinden.